# الحاج حسين علي رضا وشركاه المحدودة
الحاج حسين علي رضا وشركاه المحدودة (بالإنجليزية: Haji Husein Alireza & Co. Ltd.)‏ هي شركة مقرها المملكة العربية السعودية. تم تأسيسها كشركة تجارية عامة في عام 1906 مع اهتمامات متنوعة في المواد الغذائية ومواد البناء والمراحيض والمجوهرات.
شركة الحاج حسين علي رضا وشركاه، هي واحدة من أكبر موزعي السيارات في المملكة العربية السعودية، فهي الموزع الحصري لسيارات أستون مارتن، مازدا، ومان التجارية في المملكة العربية السعودية. في عام 2011، حصلت الشركة على حقوق التوزيع لشركة مجموعة تشجيانغ جيلي القابضة وبيجو في المملكة العربية السعودية.

## التاريخ
تأسست شركة الحاج حسين على رضا وشركاه المحدودة في عام 1906م، كشركة تجارية عامة في المواد الغذائية، مواد البناء والمجوهرات.
في عام 1926م، أصبحت شركة الحاج حسين على رضا أول شركة لإستيراد وتوزيع السيارات على أسس تجارية في شبه الجزيرة العربية، و على الرغم من أن شركة الحاج حسين على رضا قد تنوعت نسبياً طوال السنوات، ولكن ظل مجال السيارات المجال الأول لأنشطة الشركة في المنطقة .
صنفت الشركة باستمرار بين أفضل 100 شركة في المملكة العربية السعودية.

## الإحتفالات
في نوفمبر 2018، احتفلت الشركة احتفلت «شركة الحاج حسين علي رضا وشركاه المحدودة» بمرور خمسة عقود على شراكتها الاستراتيجية الناجحة مع عملاق السيارات الياباني شركة مازدا موتورز، التي منحت الشركة وكالة حصرية ناجحة لمركباتها في السعودية قبل نحو 50 عاماً، في فعالية أقيمت بمدينة جدة، بحضور ورعاية الأمير خالد بن سلطان العبد الله الفيصل، رئيس الاتحاد السعودي للسيارات والدراجات النارية، والمهندس مازن بترجي، نائب رئيس غرفة جدة، والشيخ أمين أبو الحسن، رئيس مجلس إدارة «شركة الحاج حسين علي رضا وشركاه المحدودة»، وكبار مسؤولي الشركتين وشركائهم، وممثلين عن الإعلام.

## وصلات خارجية
- Haji Hussein Alireza & Company